# Kejnice
Kejnice település Csehországban, a Klatovyi járásban. Kejnice Hejná, Kalenice, Frymburk és Nezamyslice településekkel határos. Lakosainak száma 101 fő (2024. január 1.).

## Népesség
A település lakosságának változását az alábbi diagram mutatja:
| Lakosok száma | 271  | 316  | 260  | 216  | 182  | 109  | 109  | 103  | 108  | 101  |
|               | 1869 | 1900 | 1921 | 1961 | 1980 | 2011 | 2016 | 2019 | 2021 | 2024 |